# Ian McDonald (író)
Ian McDonald (Manchester, Egyesült Királyság), 1960. március 31. –) brit sci-fi-író, a kortárs science fiction egyik megbecsült alakja. Visszatérő témája a nanotechnológia vizsgálata, a poszt-cyberpunk témák és a tudomány hatása a különböző kultúrával rendelkező társadalmakra mérve. A szerző a legtöbb rangos sci-fi-díjat magáénak tudhatja, prózáját pedig számtalan kritikus dicséri.
Magyarul eddig leginkább a novellái jelentek meg a Galaktika magazinban, valamint az Ad Astra jóvoltából megjelent A dervisház és a Brasyl című regénye. Jelenleg Belfastban él.

## Pályája
Ian McDonald 1960-ban született Manchesterben. Édesapja skót, édesanyja pedig ír. Ötéves volt, mikor átköltöztek Belfastba, ahol az író jelenleg is él. Az 1968-1999-ig tartó ír zavargások idején Észak-Írország mellé állt, és a zavargások nagy hatást gyakoroltak rá, hisz régi és új kulturális hatások egyaránt érték. Saját szavaival a poszt-kolonizációs időszakot de facto harmadik világnak nevezte. A televízióban vetített sci-fi filmekből ismerkedett meg a zsánerrel, és már kilencéves kora óta ír. Első novelláját huszonkét éves korában adta el egy belfasti magazinnak, 1987 óta pedig főállású író. Dolgozott már televízióban is, leginkább az Észak-Írországi Sesame Workshop produkción, a Sesame Tree-n.

## Művei
- Desolation Road (1988)
- Empire Dreams (1988) (gyűjteményes kötet)
- Out on Blue Six (1989)
- King of Morning, Queen of Day (1991) – lásd: Waiting For Godot
- Hearts, Hands and Voices (1992, USA: The Broken Land)
- Speaking in Tongues (1992) (gyűjteményes kötet)
- Kling Klang Klatch (1992) (képregényl, illusztrálta: David Lyttleton)
- Scissors Cut Paper Wrap Stone (1994)
- Necroville (1994, USA: Terminal Café)
- Chaga (1995, USA: Evolution's Shore)
- Sacrifice of Fools (1996)
- Kirinya (1997)
- Tendeléo's Story (2000)
- Ares Express (2001)
- River of Gods (2004)
- Brasyl (2007), magyarul 2014-ben jelent meg.
- Cyberabad Days (2009) (válogatáskötet, mely kapcsolódik a River of Gods-hoz)
- A dervisház (2010, The Dervish House, magyarul 2012-ben jelent meg
- Síkvándor (2012) Planesrunner, magyarul 2014-ben jelent meg.

## Díjak, elismerések

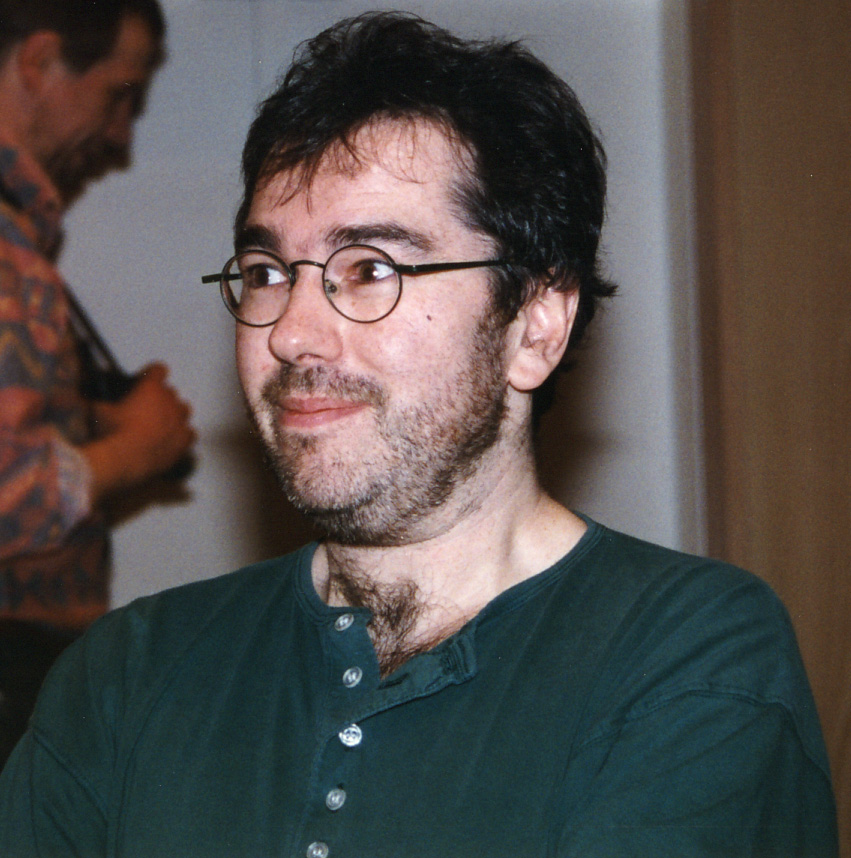
Ian McDonald 1997-ben, a német Science-Fiction-Tage NRW-n.

- Nebula-díj legjobb novella jelölés (1989) : Unfinished Portrait of the King of Pain by Van Gogh
- Arthur C. Clarke-díj legjobb regény nyertes (1990) : Desolation Road[3]
- Locus Award-díj legjobb első könyves író nyertes (1989) : Desolation Road
- Philip K. Dick-díj legjobb gyűjteményes kötet nyertes(1991) : King of Morning, Queen of Day[4]
- Locus-díj jelölés(1992) : King of Morning, Queen of Day[5]
- Arthur C. Clarke-díj legjobb regény jelölés (1993) : Hearts, Hands, and Voices[6]
- British Science Fiction-díj jelölés (1992) : Hearts, Hands, and Voices[5]
- World Fantasy díj legjobb novella jelölés (1994) : Some Strange Desire
- Philip K. Dick-díj legjobb regény jelölés (1994) : Scissors Cut Paper Wrap Stone[7]
- BSFA-díj legjobb regény jelölés (1994) : Necroville[8]
- John W. Campbell-emlékdíj jelölés (1996) : Evolution's Shore
- BSFA-díj legjobb regény jelölés (1995) : Chaga[9]
- John W. Campbell-emlékdíj jelölés regény kategóriában (1996) : Chaga[10]
- Theodore Sturgeon-díj nyertes (2001): Tendeléo's Story
- BSFA-díj legjobb regény nyertes (2004) : River of Gods[11]
- Arthur C. Clarke Award Best Novel nominee (2005) : River of Gods[12]
- Hugo-díj legjobb regény jelölés (2005) : River of Gods[12]
- Hugo-díj legjobb novella (2007) : The Djinn's Wife
- Hugo-díj legjobb regény jelölés (2008) : Brasyl
- British Science Fiction Association-díj legjobb regény nyertes (2007) : Brasyl
- Warwick-díj (2008/9) nyertes : Brasyl
- John W. Campbell-emlékdíj jelölés (2008) : Brasyl[13]
- Locus-díj (2008) : Brasyl[13]
- Nebula-díj (2008) : Brasyl[14]
- Hugo-díj jelölés legjobb regény kategóriában (2011) : A dervisház
- Arthur C. Clarke-díj legjobb regény kategóriában jelölték (2011) : A dervisház
- John W. Campbell-emlékdíj nyertes(2011) : A dervisház
- BSFA-díj legjobb regény nyertes (2011) : A dervisház

## Magyarul
- A dervisház; ford. Tamás Gábor; Ad Astra, Bp., 2012
- Síkvándor. Örökkévaló-sorozat I.; ford. Sziklai István; Gabo, Bp., 2014
- Brasyl; ford. Tamás Gábor; Ad Astra, Bp., 2014
- Luna. Újhold; ford. Tamás Gábor; Gabo, Bp., 2017

## Blog és online interjúk
- http://ianmcdonald.livejournal.com/
- http://www.infinityplus.co.uk/nonfiction/intimcd.htm
- http://trashotron.com/agony/columns/2004/08-23-04.htm
- http://www.locusmag.com/2006/Issues/08McDonald.html
- Video interview for Fantasy Hrvatska Archiválva 2012. február 23-i dátummal a Wayback Machine-ben
- http://www.jonathanstrahan.com.au/wp/2011/10/24/episod-72-live-with-gary-k-wolfe-and-ian-mcdonald/